# Kataja
Kataja es una isla cuyo territorio está dividido entre Suecia y Finlandia. Se encuentra al sur de Haparanda, en el golfo de Botnia, al norte del mar Báltico, y, políticamente, pertenece al condado de Norrbotten. Su área es de aproximadamente 0,71 km², midiendo aproximadamente dos kilómetros de largo por entre 200-500 metros de ancho. 
La división de la isla se debe a un fenómeno geológico conocido como rebote isostático. Cuando la frontera entre Suecia y el Imperio ruso (que administraba Finlandia en esa época) fue trazada en 1809, su parte marítima discurría entre dos islas situadas muy cerca la una de la otra; eran la isla sueca de Kataja y la finesa de Inakari. El rebote isostático, a lo largo de las décadas siguientes al trazado de la frontera, hizo emerger una lengua de tierra entre ambas, que finalmente acabó uniéndolas.
- Datos: Q1396765
- Multimedia: Kataja (island) / Q1396765